# Karl Leonhard
Ne doit pas être confondu avec Karl Leonhard Reinhold.
Pour les articles homonymes, voir Leonhard.
Karl Leonhard (21 mars 1904 à Edelsfeld, royaume de Bavière – 23 avril 1988 à Berlin-Est, République démocratique allemande) était un neurologue et psychiatre allemand. Sa contribution majeure a été de finir la mise au point d'une classification des psychoses endogènes initiée par ses prédécesseurs. Mais il a aussi contribué à des travaux en psychologie, en psychothérapie, en psychiatrie biologique et a également proposé une classification des communications non verbales.

## Biographie
Sixième d'une famille de onze enfants, il effectue sa formation médicale à Erlangen, Berlin et Munich. Il obtient le titre de médecin en 1928. Il commence sa carrière à l'hôpital psychiatrique de Erlangen, puis dans un centre spécialisé dans les troubles psychiatriques chroniques (hôpital de Gabersee). Il sera remarqué par Karl Kleist qui lui propose de rejoindre son équipe à Francfort-sur-le-Main. Sous l'égide de ce dernier, il contribue à soustraire les patients psychotiques du programme d'euthanasie T-4 du régime nazi.
En 1954, Leonhard obtient une chaire de professeur à Erfurt (RDA), et en 1957, il devient directeur du département de psychiatrie à l'hôpital de la Charité, lié à l'Université Humboldt de Berlin. Ce choix portera préjudice à la diffusion de ses idées puisque l’érection du mur en 1961 l’empêchera longtemps de voyager à l’Ouest. Il ne pourra le faire qu’à la toute fin de sa vie, invité par l’université de Wurtzbourg.

## Travaux
Son travail s'inscrit dans la lignée de ceux de Carl Wernicke et de Karl Kleist. Sa contribution majeure a été de finir la mise au point d'une classification des psychoses endogènes initiée par ses prédécesseurs. 
La lecture du livre de Wernicke, Fondement de la psychiatrie (Grundriss der Psychiatrie) va l'orienter vers une clinique extrêmement fine des troubles psychiatriques. Il rejette la dichotomie psychose maniaco-dépressive – démence précoce car trop simpliste, et emprunte à Wernicke, beaucoup à Kleist, mais aussi à Kraepelin leurs descriptions des différents tableaux cliniques qu'il observe à la clinique de Gabersee. Il fait une première proposition de classification des psychoses déficitaires en 1936. Celles-ci sont nommées schizophrénies systématisées sous l'impulsion de Kleist. Sont rangées dans ces formes toutes les psychoses dont le tableau clinique reste constant au cours du temps. Cela suggère à Kleist que ces schizophrénies systématisées correspondraient à une atteinte limitée à certains systèmes corticaux.
Les dossiers parfaitement tenus sur des périodes de plusieurs dizaines d'années de l'école de Kleist, vont permettre à Neele, Kleist et Leonhard de proposer au sortir de la guerre, une première classification des psychoses phasiques. Les psychoses phasiques correspondent à des troubles psychotiques évoluant par épisodes, entre lesquels le patient est libre de tout symptôme nouveau ou résiduel. Cette classification différencie pour la première fois les troubles bipolaires (psychose maniaco-dépressive), des troubles unipolaires de l'humeur (mélancolie, manie, dépressions et euphories pures). Cette idée sera reprise par des élèves venus se former chez lui : Carlo Perris à Umeå et Jules Angst (en) à Zurich ou des lecteurs de ses travaux tel que George Winokur (en). Ce sont eux qui contribueront à faire adopter cette distinction par la communauté internationale. Cependant ces derniers n'ont ni conservé la finesse séméiologique extrêmement précise ni le caractère très différencié de la classification d'origine.
La même année, il publie sa première classification : Differenzierte Diagnostik der endogenen Psychosen (Diagnostics différentiel des psychoses endogènes). C'est une indéniable simplification par rapport à la classification de Kleist, surtout pour les formes systématisées. Cette première classification comprend une nouvelle entité : les psychoses cycloïdes. Il s'agit de tableaux cliniques pouvant ressembler à une schizophrénie, mais dont l'évolution reste phasique pure, c'est-à-dire qu'il n'y a aucune accumulation de symptômes résiduels entre les épisodes. Un fait que Kleist avait établi par un suivi de ces patients sur plus de 50 ans. Mais cette première classification n'est pas complète, Leonhard avait écarté avec Kleist toutes les schizophrénies dont le tableau clinique était extrêmement changeant (les schizophrénies non-systématisées). Ce n'est que dans l'édition de 1968, que Leonhard apportera la touche finale à une classification qui décrit plus de 95 % des psychoses endogènes, incluant les formes non systématisées.
Il passera le reste de sa vie à tester la validité de cette classification, étudiant avec ses collègues plus de 3000 patients. Il établira pour la première fois le caractère héréditaire des schizophrénies non-systématisées et de la psychose maniaco-dépressive, alors que les schizophrénies systématisées n'en présentent virtuellement aucun. Ces observations seront répliquées et amplifiées par ses successeurs (Perris à Umeå, Frank Fish (en) en Angleterre, Helmut Beckmann (en), Gerald Stöber et Ernst Franzek à Würzburg, Thomas A. Ban et Bertalan Pethö à Budapest…).
Ses idées diffusent peu au-delà du mur, et seule l'école de Würzburg adopte et utilise sa classification dans toute sa complexité (Beckmann, Stöber, Franzek, Bruno Pfuhlmann, Burkhard Jabs). Elle rediffuse lentement depuis ailleurs (Strasbourg, Dresde…).

## La classification de l'école de Wernicke-Kleist-Leonhard
Cette dernière est décrite en allemand mais a été traduite en anglais à deux reprises,. Il n'existe pas de traduction littérale en français, mais un condensé des travaux.

### Psychose phasique bipolaire ou psychose maniaco-dépressive
(Manisch-depressive Krankheit – Manic-depressive illness)

### Psychoses phasiques unipolaires
- La mélancolie pure (Reine Melancholie – Pure melancholia or melancholy)
- La manie pure (Reine Manie – Pure mania)

#### Dépression et euphories pures
Les dépressions pures
- La dépression agitée (Gehetze Depression – Agitated, harried or hunted depression)
- La dépression hypocondriaque (Hypochondrische Depression – Hypochondriacal depression)
- La dépression tourmentée (Selbstquälerische Depression – Self-tortured, self-torturing or self-tormenting depression)
- La dépression soupçonneuse (Argwöhnische Depression – Suspicious depression)
- La dépression indifférente (Teilnahmsarme Depression)

Les euphories pures
- L'euphorie improductive (Unproduktive Euphorie – Unproductive euphoria)
- L'euphorie hypocondriaque (Hypochondrische Euphorie – Hypochondriacal depression)
- L'euphorie exaltée (Schwärmerische Euphorie – Exalted or enthusiastic euphoria)
- L'euphorie confabulatoire (Konfabulatorische Euphorie – Confabulatory euphoria)
- L'euphorie indifférente (Teilnahmsarme Euphorie – Indifferent or non-participatory euphoria)

### Les psychoses cycloïdes
- La psychose anxiété-félicité (Angst-Glücks-Psychose – Anxiety-happiness psychosis, anxiety-elation or anxiety-bliss psychosis)
- La psychose confusionnelle excitée-inhibée (Erregt-gehemmte Verwirrtheitspsychose – Excited-inhibited confusion psychosis or excitation-retardation psychosis with confusion)
- Psychose motrice hyperkinétique-akinétique (Hyperkinetisch-akinetische Motilitätspsychose – Hyperkinetic-akinetic motility psychosis or hyperkinetic-akinetic psychosis)

### Les schizophrénies non systématisées
- La paraphrénie affective (Affektvolle Paraphrenie – Affective paraphrenia or affect laden paraphrenia)
- La cataphasie (schizophasie) (Kataphasie – Cataphasia or schizophasia)
- La catatonie périodique (Periodische Katatonie – Periodic catatonia)

### Les schizophrénies systématisées

#### Les catatonies simples
- La catatonie parakinétique (Parakinetische Katatonie – Parakinetic catatonia)
- La catatonie maniérée (Manirierte Katatonie – Manneristic or affected catatonia)
- La catatonie proskinétique (Proskinetische Katatonie – Proskinetic catatonia)
- La catatonie négativiste (Negativistische Katatonie – Negativistic catatonia)
- La catatonie à réponses précipitées (Sprechbereite Katatonie – Speech-prompt or talkative, voluble or logophilic catatonia)
- La catatonie inertielle (Sprachträge Katatonie – Sluggish catatonia, speech inactive, untalkative or logophobic catatonia)

#### Les hébéphrénies simples
- L'hébéphrénie niaise (Läppische Hebephrenie – Foolish hebephrenia, silly or fatuous hebephrenia)
- L'hébéphrénie bizarre (Verschrobene Hebephrenie – Eccentric or odd hebephrenia)
- L'hébéphrénie superficielle (Flache Hebephrenie – Shallow, emotionally flat or insipid hebephrenia)
- L'hébéphrénie autistique (Autistische Hebephrenie – Autistic hebephrenia)

#### Les paraphrénies simples (formes paranoïdes)
- La paraphrénie hypocondriaque (Hypochondrische Paraphrenie – Hypochondriacal hebephrenia)
- La paraphrénie phonémique ou hallucinatoire verbale (Phonemische Paraphrenie – Phonemic paraphrenia)
- La paraphrénie incohérente (Inkohärente Paraphrenie – Incoherent paraphrenia)
- La paraphrénie fantastique (Phantastische Paraphrenie – Fantastic paraphrenia)
- La paraphrénie confabulante (Konfabulatorische Paraphrenie – Confabulatory paraphrenia)
- La paraphrénie expansive (Expansive Paraphrenie – Expansive paraphrenia)